# Rubídium-perklorát
A rubídium-perklorát a perklórsav rubídiumsója, képlete RbClO4. Mint minden perklorát, oxidálószer.

## Előállítása
A rubídium-perklorát rubídium-klorát oldat óvatos melegítésével is előállítható.
{\displaystyle \mathrm {2\ RbClO_{3}\longrightarrow RbClO_{4}+RbCl+O_{2}\uparrow } }
De elő lehet állítani vízben oldott rubídium-klorát és erős oxiddálószerek (például kálium-permanganát) reakciójával, és katalizátor alkalmazásával.

## Tulajdonságai
Két allotrop módosulata létezik. 279 °C alatt kristályai ortorombosak (tércsoport: Pbnm). Rács paraméterei: a = 749,0 pm, b = 926,9 pm és c = 581,4 pm. Elemi cellája négy atomot tartalmaz. Kristályai 279 °C felett köbösek (tércsoport: Fm\bar{3}m). Rács paraméterei: a = 770 pm. Elemi cellája négy atomot tartalmaz. Kristályai izomorfak a kálium-perklorát kristályaival.
A hőmérséklet növekedésével növekszik a vízben való oldhatósága:
| A rubídium-perklorát oldódása vízben a hőmérséklettől függően.[4] |   |    |    |    |    |    |    |      |      |    |     |     |
| Hőmérséklet [°C]                                                  | 0 | 10 | 20 | 25 | 30 | 40 | 50 | 60   | 70   | 80 | 90  | 100 |
| Oldhatóság [g/l]                                                  | 5 | 6  | 10 | 12 | 15 | 23 | 35 | 48,5 | 67,2 | 92 | 127 | 180 |
A rubídium-perklorát oldhatósága szerves oldószerekben:
| A rubídium-perklorát oldóhatósága egyéb anyagokban. 25 °C-on. |        |
| metanol                                                       | 0,060  |
| etanol                                                        | 0,009  |
| n-propanol                                                    | 0,006  |
| n-butanol                                                     | 0,002  |
| izobutanol                                                    | 0,004  |
| aceton                                                        | 0,095  |
| etil-acetát                                                   | 0,0016 |
Vörösizzásig hevítve rubídium-kloridra és oxigénre bomlik.
{\displaystyle \mathrm {RbClO_{4}\longrightarrow RbCl+2\ O_{2}\uparrow } }

## Felhasználása
A gyenge oldhatósága miatt a következő anyagokkal együtt használják rubídium és kálium elkülönítéséhez: rubídium-klórplatinát, rubídium-szilikofluorid, és rubídium-borfluorid.

## Fordítás
- Ez a szócikk részben vagy egészben  a   Rubidium perchlorate című angol Wikipédia-szócikk ezen változatának fordításán alapul.  Az eredeti cikk szerkesztőit annak laptörténete sorolja fel. Ez a jelzés csupán a megfogalmazás eredetét és a szerzői jogokat jelzi, nem szolgál a cikkben szereplő információk forrásmegjelöléseként.
- Ez a szócikk részben vagy egészben  a   Rubidiumperchlorat című német Wikipédia-szócikk ezen változatának fordításán alapul.  Az eredeti cikk szerkesztőit annak laptörténete sorolja fel. Ez a jelzés csupán a megfogalmazás eredetét és a szerzői jogokat jelzi, nem szolgál a cikkben szereplő információk forrásmegjelöléseként.